# Опухлики-2
Опухлики-2 (рос. Опухлики-2) — присілок в Невельському районі Псковської області Російської Федерації.
Населення становить 0 осіб. Входить до складу муніципального утворення Івановська волость.

## Історія
Від 2015 року входить до складу муніципального утворення Івановська волость.

## Населення
| 2001 | 2010 |
| ---- | ---- |
| 90   | ↘0   |